# Zeuxia termitoxena
Zeuxia termitoxena är en tvåvingeart som först beskrevs av Filippo Silvestri 1903.  Zeuxia termitoxena ingår i släktet Zeuxia och familjen köttflugor. Inga underarter finns listade i Catalogue of Life.